# Цогт-Очірин Намуунцецег
Цогт-Очірин Намуунцецег (монг. Цогт-Очирын Намуунцэцэг; нар. 31 березня 1996) — монгольська борчиня вільного стилю, срібна призерка чемпіонату Азії, бронзова призерка Кубку світу, учасниця Олімпійських ігор.

## Життєпис
Боротьбою почала займатися з 2008 року. У 2016 році здобула срібну медаль чемпіонату Азії серед юніорів. У 2018 році стала бронзовою призеркою чемпіонату світу серед молоді. У 2019 році здобула титул чемпіонки Азії серед молоді.
У 2021 році на олімпійському кваліфікаційному турнірі в Алмати посіла друге місце, що дозволило їй відібратись на літні Олімпійські ігри в Токіо. На Олімпіаді монгольська спортсменка програла перший поєдинок з рахунком 0:10 у представниці Японії Юї Сусакі, що стала олімпійською чемпіонкою цього турніру. Оскільки японська спортсменка пройшла до фіналу, Цогт-Очірин Намуунцецег змогла взяти учать у втішних сутичках за бронзову нагороду. У першому втішному поєдинку з представницею Еквадору Луцією Єпес здобула технічну перемогу через травму суперниці. Однак у вирішальній сутичці за медаль поступилась з рахунком 0:10 представниці Азербайджану українського походження Марії Стадник, посівши у підсумку п'яте місце.
Виступає за борцівський клуб «Мега Старз» Уланбатор. Тренер — Церендорж Баярсайхан (з 2008).

## Спортивні результати на міжнародних змаганнях

### Виступи на Олімпіадах
| Змагання                    | Збірна   | Вагова категорія          | Місце |
| --------------------------- | -------- | ------------------------- | ----- |
| Літні Олімпійські ігри 2020 | Монголія | жіноча боротьба, до 50 кг | 5     |

### Виступи на Чемпіонатах світу
| Змагання                        | Збірна   | Вагова категорія          | Місце |
| ------------------------------- | -------- | ------------------------- | ----- |
| Чемпіонат світу з боротьби 2019 | Монголія | жіноча боротьба, до 50 кг | 19    |

### Виступи на Чемпіонатах Азії
| Змагання                       | Збірна   | Вагова категорія          | Місце  |
| ------------------------------ | -------- | ------------------------- | ------ |
| Чемпіонат Азії з боротьби 2016 | Монголія | жіноча боротьба, до 48 кг | 10     |
| Чемпіонат Азії з боротьби 2019 | Монголія | жіноча боротьба, до 50 кг | 8      |
| Чемпіонат Азії з боротьби 2022 | Монголія | жіноча боротьба, до 50 кг | Срібло |

### Виступи на Кубках світу
| Змагання                    | Збірна   | Вагова категорія | Місце  |
| --------------------------- | -------- | ---------------- | ------ |
| Кубок світу з боротьби 2018 | Монголія | команда          | Бронза |
| Кубок світу з боротьби 2019 | Монголія | команда          | 4      |

### Виступи на інших змаганнях
| Змагання                                                         | Збірна   | Вагова категорія          | Місце  |
| ---------------------------------------------------------------- | -------- | ------------------------- | ------ |
| Олімпійський кваліфікаційний турнір з боротьби 2016 (Улан-Батор) | Монголія | жіноча боротьба, до 48 кг | 8      |
| Гран-прі «Іван Яригін» 2018                                      | Монголія | жіноча боротьба, до 50 кг | 12     |
| Кубок Президента Бурятської Республіки з боротьби 2019           | Монголія | жіноча боротьба, до 50 кг | Золото |
| Гран-прі «Іван Яригін» 2020                                      | Монголія | жіноча боротьба, до 50 кг | Золото |
| Олімпійський кваліфікаційний турнір з боротьби 2020 (Алмати)     | Монголія | жіноча боротьба, до 50 кг | Срібло |
| Меморіал Болата Турлиханова 2022                                 | Монголія | жіноча боротьба, до 50 кг | Золото |

### Виступи на змаганнях молодших вікових груп
| Змагання                                      | Збірна   | Вагова категорія          | Місце  |
| --------------------------------------------- | -------- | ------------------------- | ------ |
| Чемпіонат світу з боротьби серед кадетів 1998 | Монголія | вільна боротьба, до 83 кг | 9      |
| Чемпіонат Азії з боротьби серед кадетів 2013  | Монголія | жіноча боротьба, до 46 кг | 7      |
| Чемпіонат світу з боротьби серед кадетів 2013 | Монголія | жіноча боротьба, до 46 кг | 5      |
| Чемпіонат Азії з боротьби серед юніорів 2013  | Монголія | жіноча боротьба, до 48 кг | 9      |
| Чемпіонат світу з боротьби серед юніорів 2014 | Монголія | жіноча боротьба, до 48 кг | 5      |
| Чемпіонат Азії з боротьби серед юніорів 2016  | Монголія | жіноча боротьба, до 48 кг | Срібло |
| Чемпіонат світу з боротьби серед молоді 2018  | Монголія | жіноча боротьба, до 50 кг | Бронза |
| Чемпіонат Азії з боротьби серед молоді 2019   | Монголія | жіноча боротьба, до 50 кг | Золото |
| Чемпіонат світу з боротьби серед молоді 2019  | Монголія | жіноча боротьба, до 50 кг | 9      |